# Emmanuel Héré

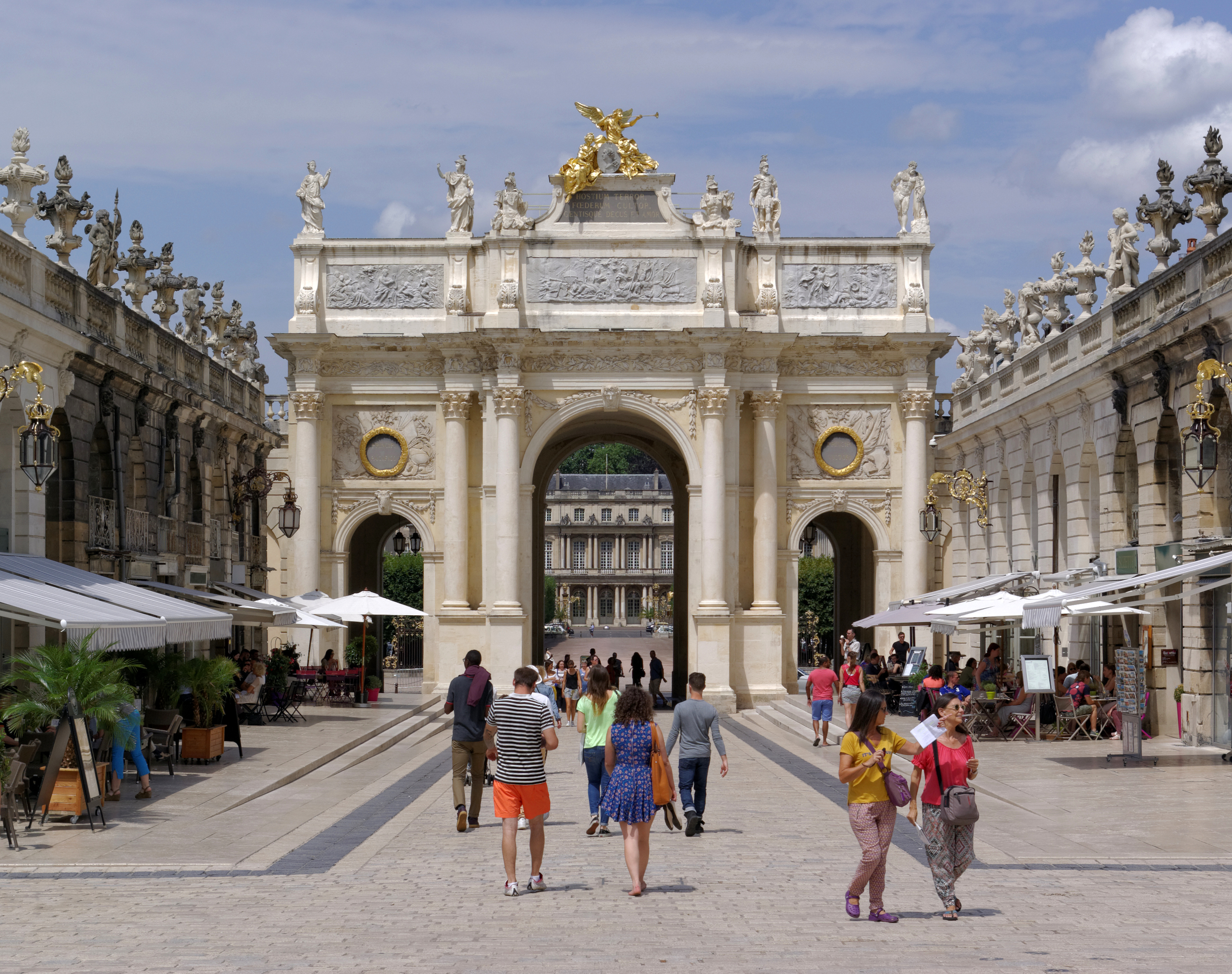
O arco triunfal,Arc Héré, na Place Stanislas, Nancy, é baseado no Arco de Septímio Severo, Roma

Emmanuel Héré de Corny (12 de outubro de 1705 – sepultamento: 2 de fevereiro de 1763) foi o arquiteto da corte de Stanisław Leszczyński, duque de Lorena e ex-rei da Polônia na sua capital, Nancy.
Corny, que nasceu em Nancy, é famoso pelo conjunto harmonioso de espaços axiais que desenvolveu, estendendo-se da Place Stanislas ao Palais du Gouvernement; Emmanuel Héré deu os primeiros passos no mundo da arquitectura através do seu pai, controlador de obras ao serviço de Léopold I de Lorena em sequência contribuiu com um excelente exemplo do urbanismo do século XVIII.
Morreu aos 57 anos, em Lunéville.